# Шлейтер (Міссісіпі)
Шлейтер (англ. Schlater) — місто (англ. town) в США, в окрузі Лефлор штату Міссісіпі. Населення — 236 осіб (2020).

## Географія
Шлейтер розташований за координатами 33°38′23″ пн. ш. 90°20′58″ зх. д. / 33.63972° пн. ш. 90.34944° зх. д. (33.639707, -90.349361).  За даними Бюро перепису населення США в 2010 році місто мало площу 2,99 км², уся площа — суходіл.

## Демографія
Згідно з переписом 2010 року, у місті мешкало 310 осіб у 108 домогосподарствах у складі 76 родин. Густота населення становила 104 особи/км².  Було 132 помешкання (44/км²).
Расовий склад населення:
| - 69,0 % — чорних або афроамериканців - 29,0 % — білих - 1,0 % — осіб інших рас |

До двох чи більше рас належало 1,0 %. Частка іспаномовних становила 1,3 % від усіх жителів.
За віковим діапазоном населення розподілялося таким чином: 27,7 % — особи молодші 18 років, 61,7 % — особи у віці 18—64 років, 10,6 % — особи у віці 65 років та старші. Медіана віку мешканця становила 37,5 року. На 100 осіб жіночої статі у місті припадало 96,2 чоловіків;  на 100 жінок у віці від 18 років та старших — 85,1 чоловіків також старших 18 років.
Середній дохід на одне домашнє господарство  становив 48 560 доларів США (медіана — 28 365), а середній дохід на одну сім'ю — 62 016 доларів (медіана — 33 125). За межею бідності перебувало 19,0 % осіб, у тому числі 22,6 % дітей у віці до 18 років та 14,1 % осіб у віці 65 років та старших.
Цивільне працевлаштоване населення становило 102 особи. Основні галузі зайнятості: публічна адміністрація — 22,5 %, освіта, охорона здоров'я та соціальна допомога — 16,7 %, виробництво — 15,7 %, сільське господарство, лісництво, риболовля — 15,7 %.